# Chirurgia Magna
La Chirurgia Magna (Gran Cirugía), nombre abreviado del Inventarium sive collectorium in parte chirurgicali medicinæ (del latín, Inventario o colectorio de la parte quirúrgica de la medicina), es el nombre de la compilación quirúrgica publicada por el médico occitano Guy de Chauliac en Montpellier en 1363.

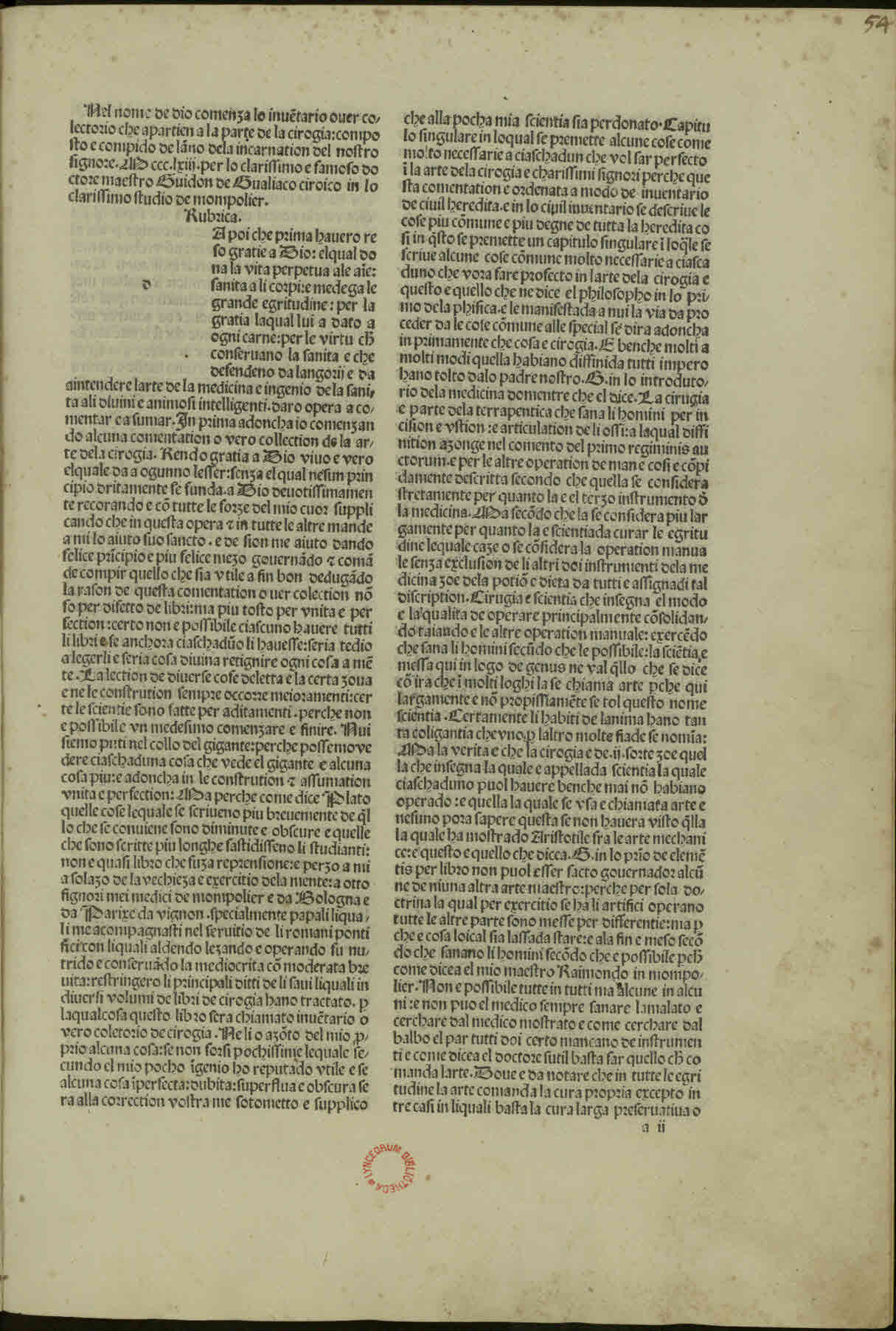
Chirurgia, 1493

## La obra
La Chirurgia Magna es un tipo de enciclopedia de todos los conocimientos de cirugía de la época y tuvo una gran difusión en toda Europa hasta el siglo XVI, publicándose reediciones hasta el siglo XVIII.
El médico y bibliófilo Tibulle Desbarreaux-Bernard (1798-1880) determinó en una investigación sobre este tema que la Chirurgia magna fue escrita originalmente en provenzal en el Estudio de medicina Montpellier y que el texto latino existente es una traducción temprana.
La copia que se conserva en latín se compone de más de 450 páginas y consta de un proemio introductorio y siete libros:
- I – Anatomía
- II – Apostemes y tumores
- III – Heridas y contusiones
- IV – Úlceras
- V – Fracturas y luxaciones
- VI – Patología quirúrgica
- VII – Antídotos

Son especialmente interesantes sus experiencias en el tratamiento de cataratas y hernias y la descripción de las formas de la peste, que pudo estudiar personalmente en Aviñón, luchando contra la epidemia de 1348.
Redactada en un estilo muy claro y ordenado, repartido entre teoría y práctica, a la manera de la escuela de Bolonia, contenía todas las referencias a los autores conocidos, tanto antiguos como contemporáneos suyos.

## Expansión
La obra fue muy valorada por los gremios de cirujanos y barberos y circuló muy rápidamente tanto en su versión original latina como en las diferentes traducciones a todas las lenguas. En 1414 ya  había versión en catalán y, de esta, más tarde se haría también una versión en castellano. Su gran popularidad en la Corona de Aragón hace pensar que la primera edición impresa de la versión latina es muy probable que fuera editada en Lérida, en 1480.
La primera edición impresa de la versión catalana lleva fecha de 1492, en Barcelona, en la librería de Pere Miquel, con traducción de Bernat Casaldóvol y Jeroni Masnovell, edición de la que se  imprimieron 598 ejemplares.
Existe una edición moderna del texto latino, con comentarios sobre las fuentes, impresa por Brill en 1996.